# نیروی دریایی بلغارستان
نیروی دریایی بلغارستان (بلغاری: Военноморски сили на Република България) نیروی دریایی زیرمجموعه نیروهای مسلح بلغارستان است، که در سال ۱۸۹۹ تأسیس شد.